# Fredy Schmidtke
Fredy Schmidtke (Colònia, 1 de juliol de 1961 - Dormagen, 1 de desembre de 2017) va ser un ciclista alemany, que va destacar en el ciclisme en pista. Va participar en els Jocs Olímpics de Los Angeles de 1984, guanyant la medalla d'or en la prova de Quilòmetre contrarellotge.
Als Campionats del món de 1983, després de guanyar un bronze en Tàndem amb el seu company Dieter Giebken, van ser desqualificats després de donar positiu per efedrina en control antidopatge.
Schmidtke morí, amb 56 anys, d'un atac de cor l'1 de desembre de 2017.

## Palmarès
- 1979
  -  Campió del món júnior en Velocitat
  -  Campió del món júnior en Quilòmetre Contrarellotge
- 1980
  -  Campió d'Alemanya amateur en Quilòmetre Contrarellotge
  -  Campió d'Alemanya amateur en Velocitat
  -  Campió d'Alemanya en Tàndem (amb Dieter Giebken)
- 1981
  -  Campió d'Alemanya amateur en Quilòmetre Contrarellotge
  -  Campió d'Alemanya amateur en Velocitat
  -  Campió d'Alemanya en Tàndem (amb Dieter Giebken)
- 1982
  -  Campió del món en Quilòmetre contrarellotge
  -  Campió d'Alemanya amateur en Quilòmetre Contrarellotge
  -  Campió d'Alemanya amateur en Velocitat
  -  Campió d'Alemanya en Tàndem (amb Dieter Giebken)
- 1983
  -  Campió d'Alemanya amateur en Quilòmetre Contrarellotge
  -  Campió d'Alemanya en Tàndem (amb Dieter Giebken)
- 1984
  -  Medalla d'or als Jocs Olímpics de Los Angeles en Quilòmetre contrarellotge
  -  Campió d'Alemanya amateur en Quilòmetre Contrarellotge
  -  Campió d'Alemanya amateur en Velocitat